# Phelodes
Phelodes là một chi bướm đêm thuộc họ Geometridae.